# HD 52273
HD 52273，又名BD-21 1689，SAO 172700、HR 2623，是一颗恒星，视星等为6.26，位于銀經233.19，銀緯-7.94，其B1900.0坐标为赤經6h 55m 23s，赤緯-21° -7.94′ 53″。